# نبرد دریاچه بالاتون

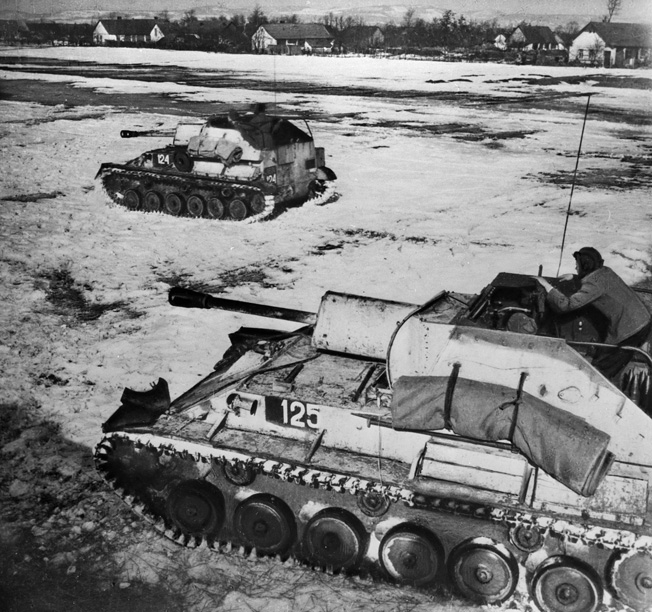

عملیات بیداری بهار (۵–۱۵ مارس ۱۹۴۵) آخرین حمله بزرگ آلمان در جنگ جهانی دوم بود. این عملیات در مجارستان غربی در جبهه شرقی به وقوع پیوست. این حمله در آلمان با عنوان حمله پلاتینسی و در اتحاد جماهیر شوروی با عنوان عملیات دفاعی بالاتون (۶–۱۵ مارس ۱۹۴۵) نامیده می‌شود.
این حمله در ۶ مارس ۱۹۴۵ با تهاجمی غافل گیر کننده در نزدیکی دریاچه بالاتون، منطقه ای با آخرین ذخایر مهم نفتی که هنوز در اختیار نیروهای محور بود، آغاز شد. این عملیات شامل بسیاری از یگان‌های آلمانی می‌شد که بعد از حمله ناکام آردنن در جبهه غربی، از جمله ارتش ششم پانزر و لشکرهای فرعی آن وافن-اس اس به این جبهه منتقل شده بودند. این عملیات برای آلمان یک شکست سنگین بود.